# Benson Kipruto
Benson Kipruto (17 maart 1991) is een Keniaanse atleet. Hij is gespecialiseerd in de marathon, hij won over die afstand meerdere majors.

## Persoonlijke records
| Afstand        | Tijd    | Datum            | Plaats |
| -------------- | ------- | ---------------- | ------ |
| halve marathon | 1:00.06 | 5 september 2020 | Praag  |
| marathon       | 2:02.16 | 3 maart 2024     | Tokio  |

## Palmares

### 10 km
- 2024: 9e Great Manchester Run - 28.17

### halve marathon
- 2016:  halve marathon van Kigali - 1:04.13
- 2020:  halve marathon van Guadalajara - 1:02.13
- 2020:  halve marathon van Praag - 1:00.06
- 2022:  halve marathon van Guadalajara - 1:01.30
- 2023:  halve marathon van Guadalajara - 1:01.08

### marathon
- 2016:  marathon van Athene - 2:13.24
- 2017: 4e marathon van Praag - 2:09.51
- 2017:  marathon van Gongju - 2:07.21
- 2018:  marathon van Seoul - 2:07.11
- 2018:  Toronto Waterfront Marathon - 2:07.24
- 2019: 10e Boston marathon - 2:09.53
- 2019: 4e marathon van Toronto - 2:05.13
- 2020: 7e marathon van Londen - 2:06.42
- 2021:  marathon van Praag - 2:10.16
- 2021:  Boston marathon - 2:09.51
- 2022:  Boston marathon - 2:07.27
- 2022:  Chicago marathon - 2:04.24
- 2023:  Boston marathon - 2:06.06
- 2023:  Chicago marathon - 2:04.02
- 2024:  marathon van Tokio - 2:02.16